# Scottish FA Cup 1982/83
Der Scottish FA Cup wurde 1982/83 zum 98. Mal ausgespielt. Der wichtigste schottische Fußball-Pokalwettbewerb, der vom Schottischen Fußballverband geleitet wurde, begann am 11. Dezember 1982 und endete mit dem Finale am 21. Mai 1983 im Hampden Park von Glasgow. Als Titelverteidiger startete der FC Aberdeen in den Wettbewerb, der sich im Finale des Vorjahres gegen die Glasgow Rangers durchgesetzt hatte und erstmals seit 1970 wieder Pokalsieger geworden war. Im Endspiel der diesjährigen Pokalaustragung standen sich erneut die beiden Vereine aus Aberdeen und Glasgow gegenüber. Für die Dons war es das zweite Endspiel in Folge und das zehnte insgesamt seit 1937. Die Rangers erreichten damit ebenso das zweite Endspiel in Folge und das 37. insgesamt. Der FC Aberdeen gewann das Finale mit 1:0 nach Verlängerung. Für Aberdeen war es der vierte Pokalsieg insgesamt nach 1947, 1970 und 1982. In der Abschlusstabelle der schottischen Meisterschaft erreichten die beiden Finalteilnehmer die Plätze vier und fünf. Aberdeen nahm in der folgenden Saison gemeinsam mit den Rangers am Europapokal der Pokalsieger teil. Die Dons erreichten dabei das Halbfinale, in dem die Mannschaft am FC Porto scheiterte. Die Rangers schieden bereits in der 2. Runde ebenfalls gegen die Portugiesen aus.

## 1. Runde
Ausgetragen wurden die Begegnungen am 11. und 18. Dezember 1982. Das Wiederholungsspiel fand am 20. Dezember 1982 statt.
|                    | Ergebnis |                       |
| ------------------ | -------- | --------------------- |
| Brechin City       | 2:0      | FC Cowdenbeath        |
| Meadowbank Thistle | 1:2      | Elgin City            |
| FC Peterhead       | 0:5      | Forfar Athletic       |
| FC Selkirk         | 0:2      | Brora Rangers         |
| Stirling Albion    | 1:0      | FC East Stirlingshire |
| FC Vale of Leithen | 0:0      | FC Stranraer          |

### Wiederholungsspiel
|              | Ergebnis |                    |
| ------------ | -------- | ------------------ |
| FC Stranraer | 2:0      | FC Vale of Leithen |

## 2. Runde
Ausgetragen wurden die Begegnungen am 8. Januar 1983. Die Wiederholungsspiele fanden am 15. und 17. Januar 1983 statt.
|                    | Ergebnis |                        |
| ------------------ | -------- | ---------------------- |
| Albion Rovers      | 1:0      | FC Stranraer           |
| Berwick Rangers    | 2:0      | Stirling Albion        |
| Brora Rangers      | 0:0      | FC Montrose            |
| FC East Fife       | 1:0      | Brechin City           |
| Elgin City         | 5:2      | Gala Fairydean Rovers  |
| Forfar Athletic    | 3:0      | FC Caledonian          |
| Queen of the South | 3:0      | FC Hawick Royal Albert |
| FC Stenhousemuir   | 1:0      | FC Arbroath            |

### Wiederholungsspiel
|             | Ergebnis  |               |
| ----------- | --------- | ------------- |
| FC Montrose | 1:1 n. V. | Brora Rangers |

### 2. Wiederholungsspiel
|               | Ergebnis  |             |
| ------------- | --------- | ----------- |
| Brora Rangers | 2:5 n. V. | FC Montrose |

## 3. Runde
Ausgetragen wurden die Begegnungen am  29. und 30. Januar 1983. Die Wiederholungsspiele fanden am 2. 7. und 9. Februar 1983 statt.
|                      | Ergebnis |                     |
| -------------------- | -------- | ------------------- |
| Alloa Athletic       | 1:2      | Greenock Morton     |
| Ayr United           | 1:2      | Albion Rovers       |
| FC Clyde             | 0:0      | FC Motherwell       |
| FC Clydebank         | 0:3      | Celtic Glasgow      |
| FC Dumbarton         | 0:1      | Airdrieonians FC    |
| FC Dundee            | 2:1      | Brora Rangers       |
| Dunfermline Athletic | 5:0      | Elgin City          |
| FC East Fife         | 1:0      | Raith Rovers        |
| FC Falkirk           | 0:2      | Glasgow Rangers     |
| Forfar Athletic      | 2:1      | Berwick Rangers     |
| Hamilton Academical  | 0:1      | FC St. Johnstone    |
| Hibernian Edinburgh  | 1:4      | FC Aberdeen         |
| Partick Thistle      | 1:1      | FC Kilmarnock       |
| Queen of the South   | 1:1      | Heart of Midlothian |
| FC Queen’s Park      | 4:1      | FC Stenhousemuir    |
| FC St. Mirren        | 1:0      | Dundee United       |

### Wiederholungsspiele
|                     | Ergebnis  |                    |
| ------------------- | --------- | ------------------ |
| Heart of Midlothian | 1:0       | Queen of the South |
| FC Kilmarnock       | 0:0 n. V. | Partick Thistle    |
| FC Motherwell       | 3:4 n. V. | FC Clyde           |

### 2. Wiederholungsspiel
|                 | Ergebnis  |               |
| --------------- | --------- | ------------- |
| Partick Thistle | 2:2 n. V. | FC Kilmarnock |

### 3. Wiederholungsspiel
|               | Ergebnis |                 |
| ------------- | -------- | --------------- |
| FC Kilmarnock | 0:1      | Partick Thistle |

## Achtelfinale
Ausgetragen wurden die Begegnungen am 19. und 20. Februar 1983. Die Wiederholungsspiele fanden am 23. und 28. Februar 1983 statt.
|                     | Ergebnis |                      |
| ------------------- | -------- | -------------------- |
| FC Aberdeen         | 1:0      | FC Dundee            |
| Albion Rovers       | 0:3      | Airdrieonians FC     |
| Celtic Glasgow      | 3:0      | Dunfermline Athletic |
| Heart of Midlothian | 2:1      | FC East Fife         |
| Greenock Morton     | 0:2      | FC St. Mirren        |
| Partick Thistle     | 2:2      | FC Clyde             |
| FC Queen’s Park     | 2:1      | FC St. Johnstone     |
| Glasgow Rangers     | 1:0      | Forfar Athletic      |

### Wiederholungsspiel
|          | Ergebnis      |                 |
| -------- | ------------- | --------------- |
| FC Clyde | * 2:2 n. V. * | Partick Thistle |

### 2. Wiederholungsspiel
|                 | Ergebnis |          |
| --------------- | -------- | -------- |
| Partick Thistle | 6:0      | FC Clyde |

## Viertelfinale
Ausgetragen wurden die Begegnungen am 12. März 1983. 
|                  | Ergebnis |                     |
| ---------------- | -------- | ------------------- |
| Airdrieonians FC | 0:2      | FC St. Mirren       |
| Celtic Glasgow   | 4:1      | Heart of Midlothian |
| Partick Thistle  | 1:2      | FC Aberdeen         |
| FC Queen’s Park  | 1:2      | Glasgow Rangers     |

## Halbfinale
Ausgetragen wurden die Begegnungen am 16. April 1983. Das Wiederholungsspiel fand am 19. April 1983 statt.
|                 | Ergebnis |                |
| --------------- | -------- | -------------- |
| FC Aberdeen     | * 1:0 *  | Celtic Glasgow |
| Glasgow Rangers | ** 1:1 * | FC St. Mirren  |

### Wiederholungsspiel
|                 | Ergebnis      |               |
| --------------- | ------------- | ------------- |
| Glasgow Rangers | * 1:0 n. V. * | FC St. Mirren |

## Finale
| FC Aberdeen                            | FC Aberdeen | Glasgow Rangers | Glasgow Rangers |
| -------------------------------------- | --- | --- | --------------- |
| FC Aberdeen                            | \| Finale \| \| 21. Mai 1983 in Glasgow (Hampden Park) \| \| Ergebnis: 1:0 n. V. \| \| Zuschauer: 62.979 \| \| Schiedsrichter: David Syme \| \| Spielbericht \|                                                            | \| Finale \| \| 21. Mai 1983 in Glasgow (Hampden Park) \| \| Ergebnis: 1:0 n. V. \| \| Zuschauer: 62.979 \| \| Schiedsrichter: David Syme \| \| Spielbericht \|                                                                   | Glasgow Rangers |
| FC Aberdeen                            | Jim Leighton – Doug Rougvie (??. Andy Watson), John McMaster, Alex McLeish, Willie Miller – Neale Cooper, Gordon Strachan, Neil Simpson, Peter Weir (??. John Hewitt) – Mark McGhee, Eric Black Cheftrainer: Alex Ferguson | Peter McCloy – Ally Dawson, John McClelland, Dave McPherson, Craig Paterson – Jim Bett, Davie Cooper (??. Billy Davies), Dave MacKinnon, Bobby Russell – Sandy Clark, John MacDonald (??. Gordon Dalziel) Cheftrainer: John Greig | Glasgow Rangers |
| FC Aberdeen                            | 1:0 Eric Black (116.) | | Glasgow Rangers |
| Finale                                 | | |                 |
| 21. Mai 1983 in Glasgow (Hampden Park) | | |                 |
| Ergebnis: 1:0 n. V.                    | | |                 |
| Zuschauer: 62.979                      | | |                 |
| Schiedsrichter: David Syme             | | |                 |
| Spielbericht                           | | |                 |